# Валентиновка (Воронежская область)
Валентиновка — село в Кантемировском районе Воронежской области России. Входит в состав Фисенковского сельского поселения.

## История
Село основано в середине XVIII столетия украинцем по фамилии Рубан и первоначально называлось хутор Рубанов. В 1779 году здесь было 32 двора. Позднее хутором завладел помещик Чертков и назвал его «Валентиновкой» по имени одного из членов своей семьи.
В 1900 году в селе было 139 дворов и 871 жителей, три общественных здания, школа, винница и несколько лавок.
Советская власть установлена весной 1918 года. Во время гражданской и Великой Отечественной войн село находилось в оккупации.
Колхоз «Искра» создан в годы сплошной коллективизации. Ныне это товарищество с ограниченной ответственностью «Искра».
В селе находится памятник истории. В сквере располагается братская могила воинов 17-го танкового корпуса, 3-й танковой армии, которые погибли в конце декабря 1942 года, освобождая село. В захоронении находится 18 погибших (имена 14 человек известны). На братской могиле скульптура — воин в шинели. Он стоит, склонив голову, в правой руке держит автомат, в левой — каску.
На 1995 год в селе 128 дворов и 350 жителей, имеются сельский клуб, школа и несколько магазинов.

## Население
| 1900 | 1900 | 1900 | 1900 | 1995  |
| ---- | ---- | ---- | ---- | ----- |
| 871  | 871  | 871  | 871  | ↘ 350 |

| 1859 | 1897 | 2010 |
| ---- | ---- | ---- |
| 793  | ↗809 | ↘280 |